# Leucettusa
Leucettusa é um gênero de esponja marinha da família Leucaltidae.

## Espécies
- Leucettusa corticata (Haeckel, 1872)
- Leucettusa dictyogaster Dendy & Row, 1913
- Leucettusa haeckeliana (Polejaeff, 1883)
- Leucettusa imperfecta (Polejaeff, 1883)
- Leucettusa lancifer Dendy, 1924
- Leucettusa mariae Brøndsted, 1927
- Leucettusa pyriformis Brøndsted, 1927
- Leucettusa sambucus (Preiwisch, 1904)
- Leucettusa simplicissima Burton, 1932
- Leucettusa tubulosa Dendy, 1924
- Leucettusa vera Poléjaeff, 1883